# 疣灌树蛙
疣灌树蛙（学名：Raorchestes andersoni）旧称疣小树蛙，为树蛙科灌树蛙属的两栖动物。在中国大陆，分布于西藏等地。该物种的模式产地在缅甸。

## 分类
本种的属级划分前期较为混乱，因此导致属名经历了多次变动，曾先后被归为小树蛙属（Philautus）、水树蛙属（Aquixalus）、刘树蛙属（Liuixalus） 或棱皮树蛙属（Theloderma）。

## 保护
本种于2023年被收录入《有重要生态、科学、社会价值的陆生野生动物名录》。